# Football League Second Division 1892/93
Die Football League Second Division 1892/93 war die erste Saison der Football League Second Division als zweithöchste englische Fußballliga. Der erste Spieltag fand am 3. September 1892 und das letzte um Auf- und Abstieg entscheidende „Testspiel“ am 17. April 1893 statt. Mit Einführung dieser zweiten Liga innerhalb des Football-League-Verbands benannte man die höchste englische Spielklasse von „Football League“ in „Football League First Division“ um.
Erster Zweitligameister war der in Birmingham beheimatete Verein Small Heath, dem es aber anschließend aufgrund einer Niederlage gegen Newton Heath nicht gelang, in die First Division aufzusteigen. Im Gegensatz dazu qualifizierten sich die zweit- und drittplatzierten Sheffield United und FC Darwen nach Siegen über den FC Accrington und Notts County für die Eliteliga. Für den FC Bootle war die erste Saison gleichzeitig die letzte, da sich der Verein aufgrund finanzieller Probleme unmittelbar darauf auflöste. Auch die hinter dem FC Bootle rangierenden Lincoln City, Crewe Alexandra, Burslem Port Vale und Walsall Town Swifts mussten um den Klassenverbleib bangen, erhielten dann aber allesamt im Wiederwahlverfahren des Ligaverbands jeweils ausreichend viele Stimmen, um in der folgenden Saison 1893/94 erneut an der Second Division teilnehmen zu dürfen. In der 1893 auf 15 Mannschaften erweiterten Second Division nahmen anstelle von Sheffield United, des FC Darwen und des FC Bootle folgende fünf Vereine die noch freien Plätze ein: Notts County, FC Liverpool, Newcastle United, Woolwich Arsenal, Rotherham Town und Middlesbrough Ironopolis; der FC Accrington verzichtete und löste sich anschließend auf.

## Abschlusstabelle
| Pl. | Verein              | Sp. | S  | U | N  | Tore    | Quote | Punkte |
| --- | ------------------- | --- | -- | - | -- | ------- | ----- | ------ |
| 1.  | Small Heath         | 22  | 17 | 2 | 3  | 090:350 | 2,57  | 36:80  |
| 2.  | Sheffield United    | 22  | 16 | 3 | 3  | 062:190 | 3,26  | 35:90  |
| 3.  | FC Darwen (A)       | 22  | 14 | 2 | 6  | 060:360 | 1,67  | 30:14  |
| 4.  | Grimsby Town        | 22  | 11 | 1 | 10 | 042:410 | 1,02  | 23:21  |
| 5.  | AFC Ardwick         | 22  | 9  | 3 | 10 | 045:400 | 1,13  | 21:23  |
| 6.  | Burton Swifts       | 22  | 9  | 2 | 11 | 047:470 | 1,00  | 20:24  |
| 7.  | Northwich Victoria  | 22  | 9  | 2 | 11 | 042:580 | 0,72  | 20:24  |
| 8.  | FC Bootle           | 22  | 8  | 3 | 11 | 049:630 | 0,78  | 19:25  |
| 9.  | Lincoln City        | 22  | 7  | 3 | 12 | 045:510 | 0,88  | 17:27  |
| 10. | Crewe Alexandra     | 22  | 6  | 3 | 13 | 042:690 | 0,61  | 15:29  |
| 11. | Burslem Port Vale   | 22  | 6  | 3 | 13 | 030:570 | 0,53  | 15:29  |
| 12. | Walsall Town Swifts | 22  | 5  | 3 | 14 | 037:750 | 0,49  | 13:31  |

| (A) | Absteiger aus der Football League 1891/92: FC Darwen |

## Ergebnistabelle
In der linken Spalte sind die Heimmannschaften aufgelistet.
| 1892/93             | ARD | BOO | BPV | BUS | CRE | DAR | GRI | LIN | NOV | SHU  | SMH | WTS  |
| ------------------- | --- | --- | --- | --- | --- | --- | --- | --- | --- | ---- | --- | ---- |
| AFC Ardwick         |     | 7:0 | 2:0 | 1:1 | 3:1 | 4:2 | 0:3 | 3:1 | 1:1 | 2:3  | 2:2 | 2:0  |
| FC Bootle           | 5:3 |     | 1:1 | 3:2 | 2:1 | 5:1 | 3:1 | 4:1 | 2:5 | 2:0  | 1:4 | 7:1  |
| Burslem Port Vale   | 1:2 | 0:0 |     | 1:0 | 4:1 | 2:4 | 0:1 | 1:2 | 4:0 | 0:10 | 0:3 | 3:0  |
| Burton Swifts       | 2:0 | 2:1 | 3:3 |     | 7:1 | 0:2 | 5:1 | 4:2 | 2:0 | 0:3  | 2:3 | 3:2  |
| Crewe Alexandra     | 4:1 | 2:1 | 5:0 | 2:4 |     | 2:2 | 1:0 | 4:1 | 4:2 | 0:4  | 1:3 | 5:6  |
| FC Darwen           | 3:1 | 3:0 | 4:1 | 2:3 | 7:3 |     | 6:1 | 3:1 | 3:1 | 3:1  | 4:3 | 5:0  |
| Grimsby Town        | 2:0 | 3:0 | 2:0 | 4:0 | 4:0 | 0:1 |     | 2:2 | 2:1 | 0:1  | 3:2 | 3:0  |
| Lincoln City        | 2:1 | 5:1 | 3:4 | 5:1 | 1:1 | 1:1 | 1:3 |     | 5:1 | 1:0  | 3:4 | 3:1  |
| Northwich Victoria  | 0:3 | 3:2 | 2:4 | 2:1 | 4:1 | 1:0 | 5:3 | 2:1 |     | 1:3  | 0:6 | 5:2  |
| Sheffield United    | 2:1 | 8:3 | 4:0 | 3:1 | 4:0 | 2:0 | 2:0 | 4:2 | 1:1 |      | 2:0 | 3:0  |
| Small Heath         | 3:2 | 6:2 | 5:1 | 3:2 | 6:0 | 6:2 | 8:3 | 4:1 | 6:2 | 1:1  |     | 12:0 |
| Walsall Town Swifts | 2:4 | 4:4 | 3:0 | 3:2 | 3:3 | 1:2 | 3:1 | 2:1 | 2:3 | 1:1  | 1:3 |      |

## Torschützenliste
|   | Spieler      | Verein      | Tore |
| - | ------------ | ----------- | ---- |
| 1 | Fred Wheldon | Small Heath | 24   |

## „Testspiele“
Vor der automatischen Auf- und Abstiegsregel zwischen der erstklassigen First Division und der zweitklassigen Second Division, die erstmals zum Abschluss der Saison 1898/99 griff, hatten sich potentielle Aufsteiger aus der Second Division in Play-off-gleichen „Testspielen“ zu bewähren. Auch war eine Teilnahme an dem Spielbetrieb abhängig von einem Wahlprozedere des Ligaverbands, der über eine eventuelle Teilnahme eines Vereins zu entscheiden hatte. Auch in der Saison 1892/93 kam es zu Testspielen zwischen den drei letztplatzierten Erstligisten Notts County, FC Accrington und Newton Heath sowie den besten Zweitligisten Small Heath, Sheffield United und FC Darwen, woraus Newton Heath, Sheffield United und der FC Darwen als die sportlichen Sieger hervorgingen und sich anschließend jeweils die Majorität der Stimmen des Ligaverbands sicherten.
| Datum          |               | Ergebnis |                  |
| -------------- | ------------- | -------- | ---------------- |
| 22. April 1893 | FC Accrington | 0:1      | Sheffield United |
| 22. April 1893 | Notts County  | 2:3      | FC Darwen        |
| 22. April 1893 | Newton Heath  | 1:1      | Small Heath      |

Wiederholungsspiel:
| Datum          |              | Ergebnis |             |
| -------------- | ------------ | -------- | ----------- |
| 27. April 1893 | Newton Heath | 5:2      | Small Heath |